# Gaëtan Dugas

Dugas' („O“) sexuelle Kontakte in einem Netzwerk früher Fälle AIDS-definierender Krankheiten

Gaëtan Dugas (* 20. Februar 1953; † 30. März 1984 in Ville de Québec, Québec) war ein frankokanadischer Steward bei Air Canada, dem als frühem HIV-Infizierten in der Anfangsphase der Ausbreitung von HIV in Nordamerika eine Schlüsselrolle zukam. Die früher diskutierte Theorie, wonach er als erster Patient HIV nach Nordamerika eingeschleppt haben könnte, gilt inzwischen hingegen als widerlegt.
Dugas war eine wichtige Figur in den frühen Jahren der AIDS-Forschung: Einer Studie zufolge konnten viele frühe HIV-Infektionen in New York City und Südkalifornien auf Dugas zurückverfolgt werden. Er wurde zum (ersten) „patient zero“, nachdem Epidemiologen der US-amerikanischen CDC festgestellt hatten, dass viele von Dugas’ Sexualpartnern mit HIV infiziert worden bzw. an AIDS erkrankt waren. Dugas hatte mit mindestens vier der ersten 19 bekannten AIDS-Patienten in Südkalifornien sowie weiteren vier Patienten in New York sexuellen Kontakt. Insgesamt konnte bei mindestens 40 der ersten 248 AIDS-Patienten in den USA eine Verbindung zu Dugas hergestellt werden, davon bei neun aus Los Angeles, 22 aus New York und neun aus acht weiteren Städten.
Der Fall wurde 1987 im Buch And the band played on von Randy Shilts aufgegriffen. Der AIDS-Forscher Andrew R. Moss schrieb allerdings schon 1988 in einem Leserbrief an The New York Review of Books (NYREV), dass es nur sehr wenige Anhaltspunkte dafür gebe, dass Dugas tatsächlich patient zero gewesen sei. Dies änderte jedoch wenig an der medialen Rezeption, nicht zuletzt auch in Bezug auf die Rolle Homosexueller. Erst in jüngerer Vergangenheit wurde eindeutig nachgewiesen, dass Dugas nicht Patient Zero gewesen sein kann. Tatsächlich wurde er von Behörden als Patient O (Outsider) gelistet, was in einer Unachtsamkeit zu Patient 0 wurde.
Wann HIV tatsächlich erstmals in den USA auftrat, ist seit langem Forschungsgegenstand, mit unterschiedlichen Resultaten.
Der erste bekannte Patient mit AIDS-artigen Symptomen in Nordamerika war der 1969 verstorbene Robert Rayford, bei dem das HI-Virus 1987 in eingefrorenen Gewebeproben nachgewiesen wurde. Während eine Arbeit von 2007 das Jahr 1966 als Zeitpunkt der ersten Infektion ausmacht, geht man in einer Arbeit von 2016 wiederum davon aus, dass das heute verbreitete HIV etwa 1971 erstmals die USA erreichte.